# Дори
Дори е името на джудже от рода на Дурин, който придружил Торин II Дъбощит в пътуването му към Еребор. Дори имал и двама братя Ори и Нори, които били приятели на Билбо от Графството и му станали спътници в пътуването до пещерата на Смог, където задигнали съкровището му. Самият Дори и той бил там заедно с още джуджета и Гандалф.